# Eloeophila lilliputina
Eloeophila lilliputina là một loài ruồi trong họ Limoniidae. Chúng phân bố ở miền Cổ bắc.